# Ідіократія
«Ідіократія» або «Планета ідіотів» (англ. Idiocracy) — американський сатиричний фантастичний комедійний фільм 2006 року режисера Майка Джаджа. У головних ролях: Люк Вілсон, Мая Рудольф, Декс Шепард і Террі Крюс.
«Ідіократія» бере початок від концепції, розробленої Джаджем у 1996 році. Він закінчив сценарій для проєкту під назвою «3001» у 2001 році, переписавши його через рік. Знімання відбувалося протягом 2004 року на Austin Studios та в інших містах Техасу. «Ідіократія» виступає як соціальна сатира, що торкається таких проблем, як антиінтелектуалізм, капіталізм, комерціалізм, консюмеризм, корпоратократія, дисгенія та перенаселення. Студія 20th Century Fox вагалася щодо просування фільму на великий екран, відмовляючись надати йому широкий прокат, і тому він не демонструвався для критиків. Рішення не продавати «Ідіократію» було сприйнято як несподіване після успіху кінокомедії Офісний простір (1999) і призвело до спекуляцій. За словами Террі Крюса, сатиричне зображення корпорацій у фільмі зробило проєкт фінансово нежиттєздатним, тоді як Джадж пояснив рішення 20th Century Fox негативними результатами тестових переглядів.
Фільм «Ідіократія» вийшов у Сполучених Штатах 1 вересня 2006 року. З моменту виходу на DVD він став культовим, попри слабкі касові збори. Фільм отримав переважно позитивні відгуки від критиків, які високо оцінили його сатиру і філософський зміст.

## Синопсис
Фільм розповідає історію двох людей, які беруть участь у надсекретному військовому експерименті глибокого сну та пробуджуються 500 років потому в похмурому суспільстві, де реклама, комерціалізація та культурний антиінтелектуалізм отримали масове поширення, і це призвело до виникнення бездумного суспільства, позбавленого інтелектуального інтересу, соціальної відповідальності та когерентних понять справедливості й прав людини.

## Сюжет
Пентагон обирає рядового Джо Баверса для участі в надсекретній програмі з гібернації людей. Дослід мав тривати рік, але сталось, як завжди, і ось, провівши в сплячці п'ятсот років, Джо пробуджується в цивілізації, де інтелектуальний рівень людей є набагато нижчим, ніж у його часи.
Джо та інша піддослідна Рита, колишня повія, фактично є головними інтелектуалами на Землі…
В українському перекладі у фільмі під назвою «Планета ідіотів» рівень порушення інтелектуального розвитку персонажів визначається часткою неукраїнських слів у суржику, яким спілкуються жителі Землі у майбутньому.

## У ролях
- Люк Вілсон — капрал Джо Баверс, також відомий, як «Не Впевнений»
- Мая Рудольф — Рита
- Декс Шепард — Фріто Пендехо
- Террі Алан Крюс — президент США Двейн Елізондо Дью Герберт Камачо
- Девід Герман — Держсекретар США
- Джастін Лонг — доктор Лексус
- Ендрю Вілсон — Біф Сапрім
- Томас Гейден Черч — генеральний директор Brawndo
- Стівен Рут — суддя Генк
- Том Кенні — комп'ютерний голос
- Сара Рю — Генеральний прокурор

## Виробництво
Фільмування відбувалося 2004 року. Тестові покази приблизно в березні 2005 р, призвели до неофіційних повідомлень про кепську реакцію аудиторії. Через деякий час повторних знімань влітку 2005-го скринінг-тест Великої Британії в серпні підготував доповідь з позитивним враженням.

## Сприйняття

### Критика
Фільм отримав загалом схвальні відгуки: Rotten Tomatoes дав оцінку 76 % на основі 49 відгуків від критиків (середня оцінка 6,41/10), оцінка стрічки від глядачів на сайті Rotten Tomatoes — 60 % із середньою оцінкою 3,43/5 (64 957 голосів).
Рейтинг на сайті IMDb — 6,5/10 (~175 тис. голосів).

### Касові збори
Фільм провалився у прокаті. При бюджеті 2 млн $ фільм зібрав лише 495 303 $.